# Badminton Savez Bosne i Hercegovine
De Badminton Savez Bosne i Hercegovine (BABH) is de nationale badmintonbond van Bosnië en Herzegovina.
De huidige president van de Bosnische bond is Brane Srdic. Anno 2015 telde de bond 87 leden, verdeeld over 6 badmintonclubs. De bond is sinds 2005 aangesloten bij de Europese Bond.